# Карбонати природні

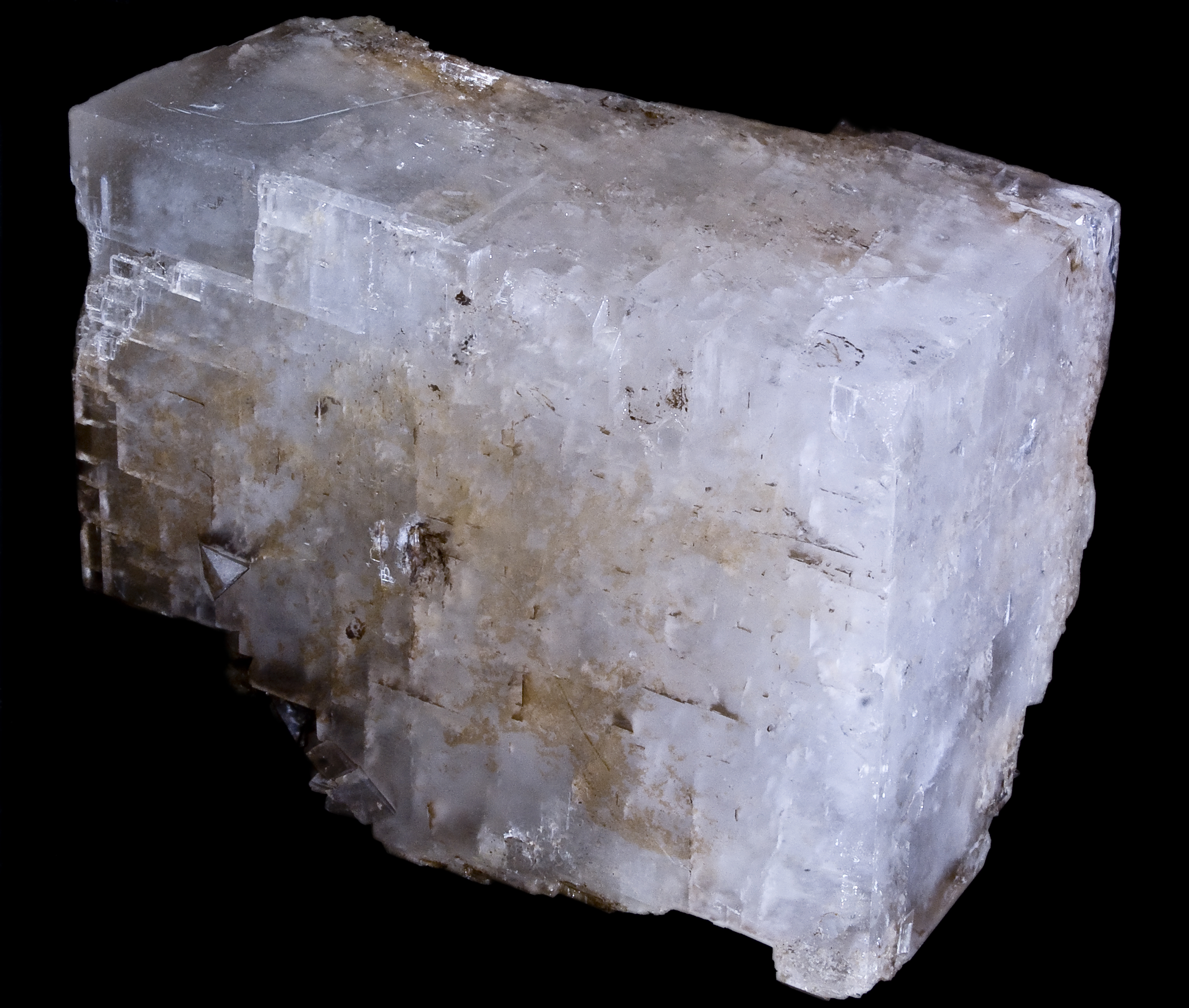
Магнезит

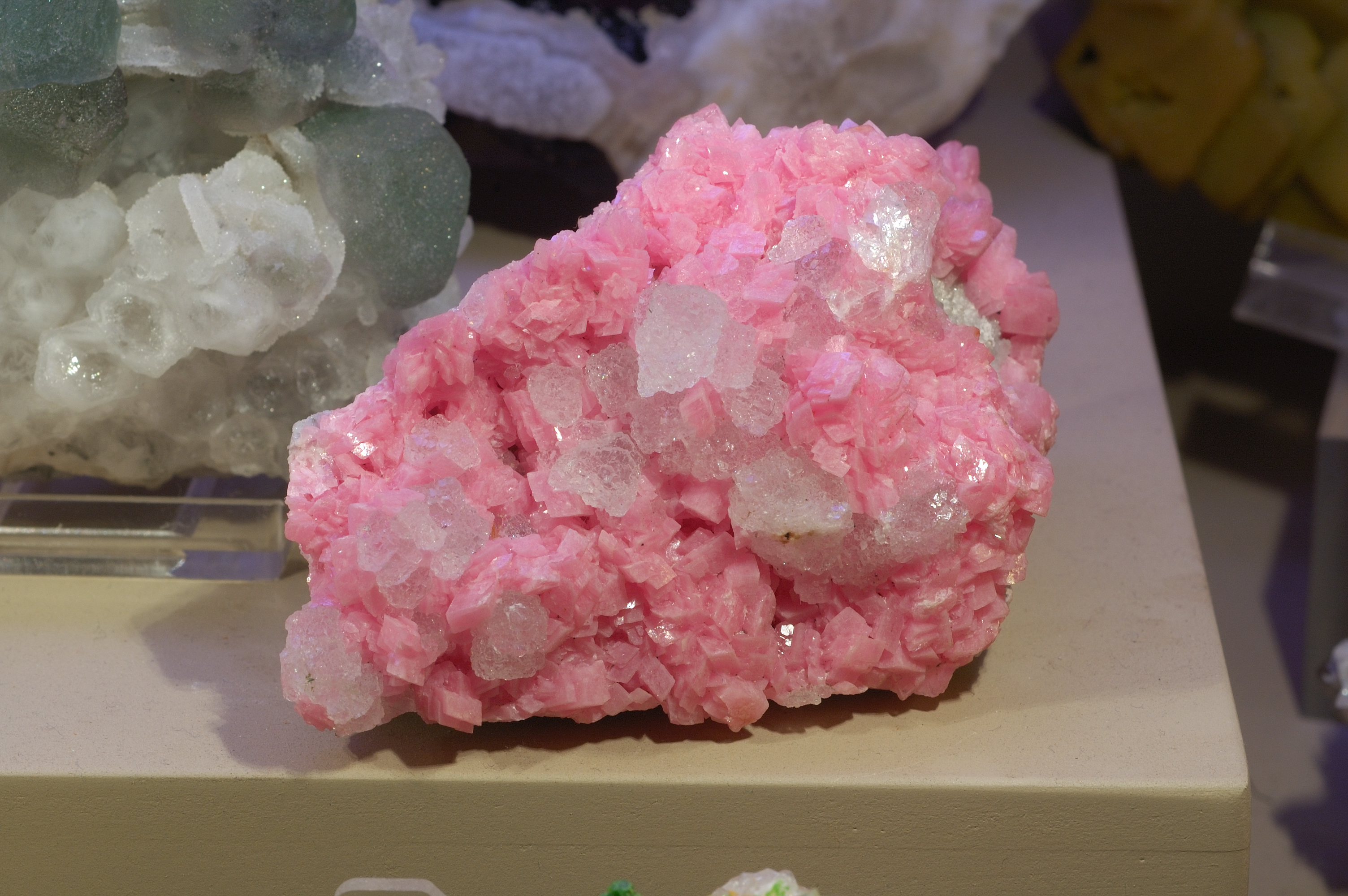
Родохрозит — рожевий. Зразок добутий біля Сільвертону, штат Колорадо.

Карбонати природні — клас мінералів, солей вугільної кислоти Н2СО3. Належать до мінеральних солей.

## Загальний опис
Відомо близько 120 видів природних карбонатів.
Більшість природних карбонатів у чистому вигляді безбарвні; за наявності Fe, Mn, Cu колір може бути брунатним, рожевим, жовтим, зеленим тощо. Твердість 3–5. Густина 1,5–8. У воді, за винятком карбонатів лужних металів, нерозчинні. Майже всі природні карбонати при нагріванні розкладаються, не плавлячись, на оксид відповідного металу та діоксид вуглецю.
Виділяють: бікарбонати — кислі солі, гідрокарбонати — основні солі, безводні і водні нормальні карбонати, складні карбонати, які містять аніони [SO4]2− або [РО4]3−. Особливе місце серед природних карбонатів займають ураніл-карбонати. У природних карбонатів найпоширенішими є катіони Са2+, Mg2+, Na+, Fe2+. Рідше зустрічаються карбонати Ва, Sr, Mn, Pb, Zn, Cu. Катіони Na+, K+, а також (NH4)+ частіше утворюють бікарбонати або подвійні солі. Відомий ряд флуорокарбонатів.
Для природних карбонатів характерні численні ізоморфні ряди в основному обмеженої змішуваності. Безперервний ізоморфізм виявляють пари Fe2+-Mn2+ і Mg2+-Fe2+. Більша частина природних карбонатів кристалізується в моноклінній і ромбічній, рідше — в тригональній, гексагональній та ін. сингоніях. Характерним є також явище поліморфізму (кальцит і арагоніт). Найчастіше зустрічаються природні карбонати, що кристалізуються в структурі кальциту (магнезит, родохрозит, сидерит, доломіт, смітсоніт) або арагоніту (стронціаніт, вітерит, церусит). Важлива діагностична ознака карбонатів — розчинність в соляній кислоті (HCl).

## Розповсюдження
Природні карбонати — характерні жильні мінерали гідротермальних середньо- і низькотемпературних родовищ (свинцево-цинкових, бляклорудних, арсенідних та ін.). Багато природних карбонатів мають метасоматичну природу, утворюючись у ході повторних процесів карбонатизації, що супроводжують ряд рудних процесів. При цьому утворюються специфічні навколорудні породи (лиственіти, березити тощо). Карбонати природні — звичайні мінерали кір вивітрювання.

## Генезис
Механізми утворення природних карбонатів різні:
- хемогенний і біогенний (процеси осадження з вод озер і морів — вапняк, доломіт, природна сода);
- метаморфізм вапняків і доломітів (утворення мармуру);
- гідротермальний;
- кристалізація з магми; (карбонатні лави і карбонатити в кільцевих лужно-ультраосновних інтрузіях);
- карбонізація навколорудних гірських порід;
- вивітрювання силікатних порід в сухому кліматі.

## Використання
Природні карбонати використовуються в будівництві як будівельні матеріали і як сировина для виробництва цементу. Карбонати деяких металів (міді, свинцю, цинку, стронцію, рідкісноземельних елементів) використовуються як руди.
Природні карбонати використовують також у металургії як флюсову сировину та для виготовлення вогнетривів; у хімічній, паперовій, скляній, оптичній промисловостях.